# Сайда
Са́йда (лат. Pollachius virens) — стайная пелагическая рыба из семейства тресковых.

## Описание
Тело вытянутое, имеет 3 спинных и 2 анальных плавника. Боковая линия, отчётливо видимая светлая полоса, проходит параллельно спине. Окрас верхней части черноватый, переходящий по боковым сторонам в серебристо-белый цвет на брюхе. У взрослых рыб нижняя челюсть немного выдаётся вперёд. Подбородочный усик очень короткий.
Продолжительность жизни сайды — до 25 лет. Максимальная длина тела 130 см, а масса — 32 кг.

## Распространение
Сайда обитает во всей северной Атлантике и в северной части Северного моря, редко встречается в Балтийском море. Обычно держится вблизи побережья и в открытом море.

## Образ жизни
Сайда — пелагическая стайная рыба, обитает на глубине до 250 м. Основной источник питания молодых особей — ракообразные и рыбья икра, в то время как взрослые охотятся на мелких стайных рыб (сельди, шпроты).

## Промысел

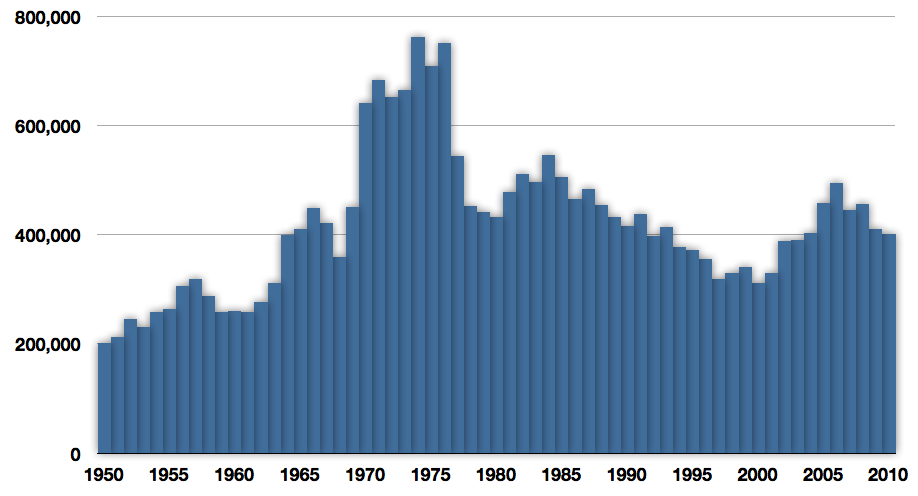
Мировые уловы сайды в 1950–2010 годах

Сайда — ценная промысловая рыба.